# Martin Kitchen
Martin Kitchen (ur. 21 grudnia 1936 w Nottingham) – brytyjsko-kanadyjski historyk, specjalista w zakresie najnowszej historii Europy, w szczególności dziejów Niemiec. Emerytowany profesor kanadyjskiego Uniwersytetu Simona Frasera, z którym związany jest od 1966. Autor wielu książek i artykułów. W Polsce ukazały się: wydana trzykrotnie Historia Europy 1919-1939 (1992, ?, 2009 - wydanie poprawione i uzupełnione), Trzecia Rzesza. Charyzma i wspólnota (2012) oraz Speer. Architekt śmierci (2017).